# Zarzosa de Río Pisuerga
Zarzosa de Río Pisuerga est une commune d'Espagne dans la communauté autonome de Castille-et-León, province de Burgos. Elle s'étend sur 10,81 km2 et comptait environ 36 habitants en 2011.

## Histoire récente
Le 11 août 2012, six personnes (3 jeunes femmes et 3 enfants), résidant à Zarzosa, et qui avaient assisté à la fête de San Llorente de la Vega (à 12 km), rentraient en voiture à leurs domiciles respectifs à Zarzosa. En arrivant au pont du Canal de Castilla, à côté de Naveros de Pisuerga, l'automobile est sortie de la route pour terminer sa chute dans l'écluse du Canal de Castilla, où les 6 personnes sont mortes noyées.
Les barrières de protection qui auraient pu empêcher cette tragédie ne respectaient pas la réglementation en vigueur et n'avaient pas été correctement installées sur la zone,.

### Histoire médiévale et moderne
Zarzosa est citée pour la première fois dans un document datant de 969. Ce document est l’acte de donation, du monastère de Santa Columba  de Zarzosa par ses propriétaires, Félix Gutiérrez et son épouse Elvira, à l'abbé du monastère de Rezmondo.
Un siècle plus tard, en 1071, le roi de Castille, Sanche II le Fort, offre à Bermudo Sendínez, le monastère de Rezmondo ainsi que ses dépendances de Santa Columba de Zarzosa et S. Miguel de Támara.
En 1073, Bermudo Sendínez se livre au monastère de San Pedro de Cardeña et donne le monastère de Rezmondo et ses dépendances de Santa Columba de Zarzosa et San Miguel de Támara,. 
En 1514, le Conseil de Zarzosa achète toutes les propriétés du monastère de San Pedro de Cardeña à Zarzosa, qui appartenaient à l'ancien monastère de Santa Columba, y compris le moulin qui a désormais intégré, durant les siècles suivants, le patrimoine de la mairie de Zarzosa.
Le Conseil de Zarzosa a bénéficié «depuis des temps immémoriaux» du privilège d'immunité juridictionnelle : Les juges du roi ne pouvaient lever le bâton de justice pour donner des ordres, ni rendre justice dans le Conseil de Zarzosa ou ses communes.  
Plusieurs Conseils proches bénéficiaient également du même privilège d’immunité : Castrillo de Riopisuerga, Olmos de Pisuerga, Tagarrosa et Valtierra de Riopisuerga. Nous ignorons à partir de quelle date et pour quelles raisons ont été accordées de tels immunités municipales, mais nous pouvons envisager l'hypothèse qu'elles s’expliqueraient par la proximité de la frontière des Cantabres. Dans ce cas, de telles immunités pourraient être plus anciennes qu’on ne le pense. L'immunité juridictionnelle de Zarzosa semble confirmée solennellement dans l’"Ejecutoria de Villazgo" (1571),
Zarzosa a constitué une "behetría de mar a mar" , de Zarzosa fait plusieurs fois allusion à son caractère de behetría de mar a mar et comporte plusieurs documents dans lesquels le Conseil de Zarzosa demande aux Connétables de Castille et autres d’abandonner leur seigneurie, exerçant ainsi ses droits en tant que "behetría de mar a mar". 
L’"Ejecutoria de Villazgo" of Zarzosa contains various allusions to this status as “behetría de mar a mar”, with freedom to elect the lord, and there are various documents in which Zarzosa council commends itself to the Condestables of Castile and others in which it removes itself from that lordship, in exercising its rights as “behetría de mar a mar”.
Une Ordonnance Royale de Philippe II de 1571 déclare Zarzosa "villa" avec sa « juridiction civile et pénale, haute, basse, mero e mixto imperio, avec ses cens, ses droits et ses taxes, et tout ce qui relève de la seigneurie et de la juridiction de cette Ville   en raison du fait qu'ils appartiennent à Sa Majesté et à la Couronne royale”.
Selon les anciennes Ordonnances du Conseil de la Ville (1725), Zarzosa était un village dont les habitants étaient tous "pecheros" (ils payaient des impôts) et où le les nobles et les hidalgos étaient privés de droit de cité. Cette interdiction, qui était également applicable dans d'autres communes de Castille, s'explique probablement en raison de son caractère de behetría de mar a mar. Behetría signifie la Cité ou le lieu qui n'autorise pas, ni ne consent, des Hidalgos ou des Nobles, tel que le précise le Dictionnaire des autorités de la R.A.E. [Académie royale espagnole] (1726-1739) Artículo: behetría]